# 5995 Saint-Aignan
5995 Saint-Aignan là một tiểu hành tinh vành đai chính được phát hiện bởi Ted Bowell và đặt theo tên của Charles de Saint-Aignan.